# Rhythm of the Night
"Rhythm of the Night" – pierwszy singiel Aleksa C. wykonany razem z Yasmin K. Singiel został wydany w 2002 roku.

## Lista utworów
- CD-Maxi

1. "Rhythm of the Night" (Radio Edit) - 3:44
2. "Rhythm of the Night" (Extended Version) - 5:56
3. "Rhythm of the Night" (Pulsedriver Remix) - 6:01
4. "Rhythm of the Night" (Lazard Remix) - 7:06
5. "Rhythm of the Night" (Frank Künne Remix) - 6:12
6. "All My Life" - 3:45

## Notowania na listach przebojów
| Kraj       | Lista (2002)    | Najwyższa pozycja |
| ---------- | --------------- | ----------------- |
| Austria    | Singles Top 75  | 28                |
| Niemcy     | Top 100 Singles | 28                |
| Szwajcaria | Singles Top 75  | 81                |